# Melanostoma bergmani
Melanostoma bergmani är en tvåvingeart som först beskrevs av Doesburg 1966.  Melanostoma bergmani ingår i släktet gräsblomflugor, och familjen blomflugor. Inga underarter finns listade i Catalogue of Life.